# Fokker-Leimberger
Fokker-Leimberger — 12-ствольна роторний кулемет гвинтівкового калібру з зовнішнім джерелом живлення розроблена в Німеччині під час Першої світової війни. Принцип дії гармати Fokker-Leimberger відрізняється від гармат схеми Гатлінга тому, що мала роторний роздільний казенник, який також відомий як "лускунчик".
Фоккер стверджували, що темп стрільби складає більше 7200 постр/хв, хоча це може бути перебільшенням. Осічки під час війни були через не високу якість німецьких боєприпасів часів війни, хоча з подібним типом затворів виникали проблеми і під час британських експериментів в 1950-х роках. Фоккер продовжив експерименти над цим типом затвора у повоєнний час коли переїхав до США. Інший прототип Фоккер в музеї США свідчить про хибну лінію розробки.

## Конструкція
Конструкція Fokker-Leimberger мала роторний роздільний казенник, відомий під назвою "лускунчик". У цій конструкції тимчасова комора утворюється поєднанням двох дотичних порожнин, які утворюються зірочками, що обертаються проти годинникової стрілки. Простота конструкції приваблювала тим, що не використовувала деталей які мали зворотній рух, як, наприклад, затвори в іншій автоматичній зброї. Ігноруючи різні матеріальні напруги, теоретично максимальна швидкострільність обмежена лише часом, який потрібен на спалення заряду пороху в кожному набої (хоча, на практиці, нагрів стволу є набагато серйознішою проблемою). Ентоні Вільямс так прокоментував цю конструкцію: "Фоккер стверджував, що темп стрільби складає 7200 пострілів за хвилину, але знаючи Фоккера, можна припустити, що це твердження дещо перевищено. Звісно, виникали проблеми з розривом гільз між двох циліндрів." Інший "Кулемет Фоккера з роторним роздільним затвором, ca. 1930" був переданий Волом Форгетті до військової скарбниці Кентуккі в 1977; згідно музейним записам він "є не вдалим, через не можливість замикання затворних циліндрів". З подібним типом затворів для авіаційних гармат експериментували британці в 1950-х роках, але покинули розробки. Подібний тип затворів успішно використовували лише у зброї з низьким тиском, наприклад, в гранатометі Mk 18 Mod 0.
В кулеметі Fokker-Leimberger використано ударний принцип запалення, ударники змонтовано в механізмі планшайба-стрижні. Екстрактор був відсутній; порожні гільзи залишалися в стрічці. Для досягнення максимальної швидкості стрільби кулемет необхідно було повернути до натискання спускового механізму. Конструкція була схожа на схему Гатлінга, для охолодження багатоствольної системи використовувалося повітря до наступного пострілу.

## Історія
Прототип кулемета Fokker-Leimberger було розроблено для участі в програмі Idflieg (Імперська інспекція авіації), яка направила циркуляр німецьким виробникам зброї 16 серпня 1916. У документі було вказано на потребу у легкій швидкострільній зброї для німецької авіації. Крім того було зазначено, що для автоматичної стрільби потрібне було зовнішнє джерело живлення, від двигуна літака або від електричного джерела. На циркуляр відгукнулися різні німецькі компанії. Були представлені пропозиції від Фоккера, Сіменса, Autogen та Szakats-Gotha. Жоден прототип не увійшов в серію до кінця війни, хоча прототип Сіменса використовували на Західному фронті і отримали з його допомогою одну перемогу.
Як і в інших своїх розробка, які пов'язані з кулеметами, Фоккер співпрацював з Генріхом Люббе та іншим інженером Лембергером. Спочатку вони розробили звичайну переробку кулемета Максима (його широко використовували у Німеччині під назвою MG 08), який працював за допомогою важеля від двигуна. Їхній, більш амбіційний проект, використовував неперевірений роздільний затвор з 12-стволами. Ідея такого затвора була не новою. Подібний затвор було запатентовано в США в 1861 (USPTO #32,316). (Інші патенти США початку 1920-х свідчать про відновлення експериментів в США з подібними конструкціями.)
Не збереглося жодних письмових свідчень про балістичну продуктивність, окрім тверджень про темп стрільби в 7200 пострілів за хвилину. Проте, зафіксовано проблеми з боєприпасами, про "занадто часті випадки розриву зброї". Після війни прототип Fokker-Leimberger було визнано власністю А. Г. Г. Фоккера, який забрав його з собою емігруючи до США в 1922. У записі про пожертву екземпляра Історичному товариству Кентуккі, зазначено, що всі інші екземпляри знищено.